# Асано, Тэцуя
Тэцуя Асано (яп. 浅野 哲也 Асано Тэцуя, род. 23 февраля 1967, Хокота, Ибараки, Япония) — японский футболист, полузащитник, и тренер.

## Карьера
На протяжении своей футбольной карьеры выступал за клубы «Нагоя Грампус Эйт», «Урава Ред Даймондс», «Токио», «Кавасаки Фронтале».

## Национальная сборная
С 1991 по 1994 год сыграл за национальную сборную Японии 8 матчей, в которых забил 1 гол.

## Достижения
- Кубок Императора: 1995, 1999

## Статистика за сборную
| Сборная Японии | Сборная Японии | Сборная Японии |
| Год            | Матчи          | Голы           |
| -------------- | -------------- | -------------- |
| 1991           | 2              | 0              |
| 1992           | 3              | 0              |
| 1993           | 0              | 0              |
| 1994           | 3              | 1              |
| Итого          | 8              | 1              |